# Saint-Médard-sur-Ille
 Saint-Médard-sur-Ille  es una población y comuna francesa, situada en la región de Bretaña, departamento de Ille y Vilaine, en el distrito de Rennes y cantón de Saint-Aubin-d'Aubigné.

## Demografía
| 780 | 736 | 753 | 1002 | 1040 | 1154 |
| Para los censos de 1962 a 1999 la población legal corresponde a la población sin duplicidades (Fuente: INSEE [Consultar]) |     |     |      |      |      |